# Edgar Bastidas Urresty
Edgar Bastidas Urresty (Samaniego, 20 de enero de 1944) es un escritor colombiano, hijo del escritor Emilio Bastidas, licenciado en filosofía y letras por la Universidad Nacional de Colombia en 1972; doctor en filosofía por la Universidad de París 8 (1978), cuya tesis dirigió el profesor Francois Chatelet; especialista en estudios ibéricos e iberoamericanos, por la Universidad Sorbona Nueva-París 3, en 1981. Asistió y participó en los seminarios de sociología de la literatura bajo la dirección de Jacques Leenhardt en la Escuela de Altos Estudios en Ciencias Sociales de París en 1978. Dentro de sus actividades académicas, fue rector y profesor  de la Universidad de Nariño y profesor de la maestría en literatura de la Universidad Javeriana de Bogotá.
Entre 1968 y 1971 fundó y dirigió la Casa de la Cultura de Nariño. Fue director del taller de escritores AWASCA de la Universidad de Nariño, en 1981. Creó y actualmente preside la fundación para la cultura Testimonio, que ha realizado cinco concursos nacionales de cuento y publicado veinte libros de diversos géneros literarios.

## Obra
- Las guerras de Pasto, ensayo histórico, dos ediciones (1979) Reseña y Fragmento
- Grafismos, prosas (1983) Reseña y Fragmento
- Antología del cuento andino, coautor (1984) Reseña y Fragmento
- El fariseo, crónica histórico-social (1985 y 1988) Reseña y Fragmento
- La violencia universal, ensayos histórico literarios (1990) Reseña y Fragmento
- Meditaciones, de entrevistas (1990) Reseña y Fragmento
- Avatares, cuentos (1992) Reseña y Fragmento
- Dos visiones sobre Bolívar, ensayos históricos (1999) Reseña y Fragmento
- Nariño Historia y Cultura, ensayos histórico literarios (1999) Reseña y Fragmento
- Lecturas secretas, ensayos literarios y filosóficos (2002) Reseña y Fragmento
- Ensoñaciones, poemas, edición trilingüe (2003) Reseña y Fragmento
- Tejido de palabras, ensayos literarios (2004) Reseña y Fragmento
- El mundo de los libros, ensayos literarios (2005) Reseña y Fragmento